# Campeonato Mundial de Atletismo de 2015 - 100 m com barreiras feminino
A prova dos 100 metros com barreiras feminino do Campeonato Mundial de Atletismo de 2015 foi disputada entre 27 e 28 de agosto no Estádio Nacional de Pequim, em Pequim.

## Recordes
Antes desta competição, os recordes mundiais e do campeonato nesta prova eram os seguintes.
| Tipo                  | Atleta           | Tempo | Local        | Data                  | Ref |
| --------------------- | ---------------- | ----- | ------------ | --------------------- | --- |
|                       | Yordanka Donkova | 12:21 | Stara Zagora | 20 de agosto de 1988  | ver |
| Recorde do campeonato | Sally Pearson    | 12:28 | Daegu        | 3 de setembro de 2011 | ver |

## Medalhas
| Ouro                    | Prata               | Bronze            |
| Danielle Williams (JAM) | Cindy Roleder (GER) | Alina Talay (BLR) |

## Cronograma
Todos os horários são locais (UTC+8).
| Data         | Hora  | Evento        |
| ------------ | ----- | ------------- |
| 27 de agosto | 11:15 | Eliminatórias |
| 28 de agosto | 19:25 | Semifinal     |
| 28 de agosto | 21:35 | Final         |

## Resultados

### Eliminatórias
Qualificação: Os 3 de cada bateria (Q) e os 3 melhores tempos  (q) avançam para a semifinal. 
Vento: Bateria 1: -1,8 m/s, Bataria 2: -1,2 m/s, Bateria 3: -1,0 m/s, Bateria 4: -0,4 m/s, Bateria 5: -1,1 m/s.
| Classificação | Bateria | Atleta                | Nacionalidade        | Tempo | Notas |
| ------------- | ------- | --------------------- | -------------------- | ----- | ----- |
| 1             | 4       | Brianna Rollins       | Estados Unidos       | 12,67 | Q     |
| 2             | 5       | Tiffany Porter        | Grã-Bretanha         | 12,73 | Q     |
| 3             | 1       | Danielle Williams     | Jamaica              | 12,77 | Q     |
| 4             | 4       | Shermaine Williams    | Jamaica              | 12,78 | Q, PB |
| 5             | 3       | Dawn Harper-Nelson    | Estados Unidos       | 12,79 | Q     |
| 6             | 2       | Cindy Roleder         | Alemanha             | 12,86 | Q, SB |
| 6             | 5       | Nikkita Holder        | Canadá               | 12,86 | Q     |
| 8             | 5       | Alina Talay           | Bielorrússia         | 12,87 | Q     |
| 9             | 3       | Kierre Beckles        | Barbados             | 12,88 | Q, NR |
| 9             | 4       | Andrea Ivančević      | Croácia              | 12,88 | Q     |
| 11            | 1       | Kendra Harrison       | Estados Unidos       | 12,90 | Q     |
| 11            | 3       | Anne Zagré            | Bélgica              | 12,90 | Q     |
| 13            | 2       | Sharika Nelvis        | Estados Unidos       | 12,93 | Q     |
| 13            | 2       | Noemi Zbären          | Suíça                | 12,93 | Q     |
| 15            | 1       | Isabelle Pedersen     | Noruega              | 12,96 | Q     |
| 16            | 4       | Cindy Ofili           | Grã-Bretanha         | 12,97 | Q     |
| 17            | 3       | Michelle Jenneke      | Austrália            | 13,02 | Q     |
| 18            | 4       | Phylicia George       | Canadá               | 13,03 | q     |
| 19            | 3       | Beate Schrott         | Áustria              | 13,04 | q     |
| 20            | 2       | Karolina Kołeczek     | Polónia              | 13,05 | Q     |
| 21            | 2       | Nina Morozova         | Rússia               | 13,06 | q     |
| 22            | 5       | Wu Shujiao            | China                | 13,09 | Q     |
| 23            | 3       | Kimberly Laing        | Jamaica              | 13,10 | q     |
| 24            | 2       | Nooralotta Neziri     | Finlândia            | 13,13 |       |
| 25            | 1       | Yekaterina Galitskaya | Rússia               | 13,14 | Q     |
| 26            | 1       | Hanna Platitsyna      | Ucrânia              | 13,15 |       |
| 27            | 3       | Devynne Charlton      | Bahamas              | 13,16 |       |
| 28            | 1       | Cindy Billaud         | França               | 13,23 |       |
| 29            | 5       | Caridad Jerez         | Espanha              | 13,27 |       |
| 30            | 4       | Adelly Santos         | Brasil               | 13,29 |       |
| 31            | 5       | Lindsay Lindley       | Nigéria              | 13,30 |       |
| 32            | 5       | Fabiana Moraes        | Brasil               | 13,35 |       |
| 33            | 1       | Lavonne Idlette       | República Dominicana | 13,70 |       |
| 34            | 2       | Adanaca Brown         | Bahamas              | 13,74 |       |
| 35            | 5       | Anna Camila Pirelli   | Paraguai             | 14,09 |       |
| 36            | 4       | Yvette Lewis          | Panamá               | 14,12 |       |
| 37            | 4       | Beatriz Flamenco      | El Salvador          | 14,77 |       |

### Semifinal
Qualificação: Os 2 de cada bateria (Q) e os 2 melhores tempos  (q) avançam para a final. 
Vento: Bateria 1: -0,3 m/s, Bateria 2: -0,4 m/s, Bateria 3: -0,8 m/s.
| Classificação | Bateria | Atleta                | Nacionalidade  | Tempo     | Notas |
| ------------- | ------- | --------------------- | -------------- | --------- | ----- |
| 1             | 1       | Danielle Williams     | Jamaica        | 12,58     | Q, PB |
| 2             | 1       | Sharika Nelvis        | Estados Unidos | 12,59     | Q     |
| 3             | 2       | Tiffany Porter        | Grã-Bretanha   | 12,62     | Q     |
| 4             | 1       | Alina Talay           | Bielorrússia   | 12,70     | q, PB |
| 5             | 3       | Brianna Rollins       | Estados Unidos | 12,71     | Q     |
| 6             | 2       | Cindy Roleder         | Alemanha       | 12,79     | Q, PB |
| 7             | 2       | Noemi Zbären          | Suíça          | 12,81     | q     |
| 8             | 1       | Isabelle Pedersen     | Noruega        | 12,86     | PB    |
| 8             | 3       | Shermaine Williams    | Jamaica        | 12,86     | Q     |
| 10            | 1       | Phylicia George       | Canadá         | 12,87     | SB    |
| 11            | 3       | Anne Zagré            | Bélgica        | 12,88     |       |
| 12            | 2       | Kierre Beckles        | Barbados       | 12,90     |       |
| 13            | 1       | Cindy Ofili           | Grã-Bretanha   | 12,91     |       |
| 13            | 3       | Nina Morozova         | Rússia         | 12,91     |       |
| 15            | 3       | Karolina Kołeczek     | Polónia        | 12,97     |       |
| 16            | 2       | Kimberly Laing        | Jamaica        | 13,00     |       |
| 16            | 3       | Nikkita Holder        | Canadá         | 13,00     |       |
| 18            | 2       | Michelle Jenneke      | Austrália      | 13,01     |       |
| 19            | 3       | Wu Shujiao            | China          | 13,06     |       |
| 20            | 3       | Andrea Ivančević      | Croácia        | 33,95     |       |
|               | 1       | Beate Schrott         | Áustria        | DNF       |       |
|               | 1       | Dawn Harper-Nelson    | Estados Unidos | DNF       |       |
|               | 2       | Yekaterina Galitskaya | Rússia         | DNF       |       |
|               | 2       | Kendra Harrison       | Estados Unidos | DQ R162.7 |       |

### Final
A final ocorreu às 21:35.
Vento:  -0,3 m/s.
| Classificação     | Raia | Atleta             | Nacionalidade  | Tempo | Notas |
| ----------------- | ---- | ------------------ | -------------- | ----- | ----- |
| Medalha de ouro   | 5    | Danielle Williams  | Jamaica        | 12,57 | PB    |
| Medalha de prata  | 8    | Cindy Roleder      | Alemanha       | 12,59 | PB    |
| Medalha de bronze | 2    | Alina Talay        | Bielorrússia   | 12,66 | NR    |
| 4                 | 4    | Brianna Rollins    | Estados Unidos | 12,67 |       |
| 5                 | 7    | Tiffany Porter     | Grã-Bretanha   | 12,68 |       |
| 6                 | 3    | Noemi Zbären       | Suíça          | 12,95 |       |
| 7                 | 9    | Shermaine Williams | Jamaica        | 12,95 |       |
| 8                 | 6    | Sharika Nelvis     | Estados Unidos | 13,06 |       |

Legenda
| Recorde mundial       | Recorde mundial (World record)               |                       | Recorde africano                      | Recorde africano (African) |                                           | Q | Classificado por posição (Qualified) |
| Recorde do campeonato | Recorde do campeonato (Championship record)  | Recorde da América    | Recorde da América (Americas)         | q                          | Classificado por melhor tempo (Qualified) |   |                                      |
| Melhor marca do ano   | Melhor marca do ano (World leading)          | Recorde asiático      | Recorde asiático (Asian)              | DNS                        | Não largou (Did not start)                |   |                                      |
| Recorde nacional      | Recorde nacional (National record)           | Recorde europeu       | Recorde europeu (European)            | DNF                        | Não terminou (Did not finish)             |   |                                      |
| Recorde pessoal       | Recorde pessoal do atleta (Personal best)    | Recorde da Oceania    | Recorde da Oceania (Oceania)          | DSQ / DQ                   | Desclassificado (Disqualified)            |   |                                      |
| Recorde da temporada  | Recorde da temporada do atleta (Season best) | Recorde sul-americano | Recorde sul-americano (South America) | NM                         | Sem marca (No mark)                       |   |                                      |